# Richard Bourke (6. hrabia Mayo)
Richard Southwell Bourke (ur. 21 lutego 1822 w Dublinie, zm. 8 lutego 1872 w Port Blair) – brytyjski polityk i administrator kolonialny irlandzkiego pochodzenia. W latach 1869–1872 był wicekrólem Indii. Związany z Partią Konserwatywną.
Był najstarszym synem Roberta Bourke'a, 5. hrabiego Mayo, i Anne Jocelyn, córki Johna Jocelyna. Ukończył studia w swym rodzinnym Dublinie, w młodości przebywał także w Rosji. Od 1842 nosił tytuł grzecznościowy „lorda Naas”. W 1847 został wybrany do Izby Gmin. Reprezentował kolejno okręgi Kildare (1847–1852), Coleraine (1852–1857) i Cockermouth (1857–1867).
Trzykrotnie pełnił funkcję Głównego Sekretarza Irlandii (1852, 1858–1859, 1866–1868). W 1867 odziedziczył po ojcu tytuł hrabiego Mayo i przeniósł się do Izby Lordów. Dwa lata później został wicekrólem Indii. Okres jego rządów został zapamiętany jako czas konsolidacji granic tej brytyjskiej posiadłości, a także wzmożonych robót publicznych.
Jego kadencję przerwała śmierć w zamachu, którą poniósł podczas wizyty w kolonii karnej Port Blair na Wyspach Andamańskich w 1872. Napastnikiem okazał się jeden z osadzonych tam więźniów.
Lord Mayo był żonaty z Blanche Wyndham, córką 1. barona Leconfield. Jego najstarszy syn Dermot został po jego śmierci 7. hrabią Mayo.